# Prichsenstadt
Prichsenstadt er en by i Landkreis Kitzingen i Regierungsbezirk Unterfranken, i den tyske delstat Bayern.

## Geografi
Prichsenstadt ligger i det frankiske vinområde mellem floden Main og Steigerwald. Gennem landsbyerne Brünnau, Neuses am Sand, Stadelschwarzach og Laub løber floden Schwarzach.

### Inddeling
- Altenschönbach (340 indbyggere)
- Bimbach (170 indbyggere)
- Brünnau (200 indbyggere)
- Järkendorf (110 indbyggere)
- Kirchschönbach (400 indbyggere)
- Laub (250 indbyggere)
- Neudorf (140 indbyggere)
- Neuses am Sand (130 indbyggere)
- Prichsenstadt (1000 indbyggere)
- Stadelschwarzach (470 indbyggere)

- Vestporten
- Vestporten set fra byen
- Rådhuset

- Bytårn
- Freihof
- Evangelisk Kirke